# Fiaker Nr. 13
Fiaker Nr. 13 is een Oostenrijkse dramafilm uit 1926 onder regie van Michael Curtiz. In Nederland werd de film destijds uitgebracht onder de titel Snorder Nr. 13.

## Verhaal
Een jonge moeder laat haar kind achter in een rijtuigje. De koetsier voedt de vondelinge op. Zestien jaar later is het kind een sierlijke danseres geworden. Ze wordt verliefd op haar buurman. Voordat ze met hem gaat trouwen, vindt ze haar vader die een rijke zakenman is. Ze heeft ineens twee vaders.

## Rolverdeling
| Acteur          | Personage       |
| --------------- | --------------- |
| Lili Damita     | Lilian          |
| Jack Trevor     | François Tapin  |
| Paul Biensfeldt | Jacques Carotin |
| Walter Rilla    | Lucien Rebout   |
| Max Gülstorff   | Antiquair       |
| Valeska Stock   | Madame Coco     |
| Sophie Pagay    | Linotte         |
| Albert Paulig   | Balletmeester   |
| Carl Ebert      | Henri Landon    |